# Jordan Brown
Jordan Jeremiah Brown (1991. november 12. –) német–jamaicai származású labdarúgó, aki a Grasshopper Club Zürich játékosa.

## Külső hivatkozások
- Transfermarkt profil
- Grasshopper Club Zürich profil Archiválva 2015. szeptember 24-i dátummal a Wayback Machine-ben